# Wiedrechtshausen
Wiedrechtshausen ist eine Ortslage im Stubachtal der Hohen Tauern im Land Salzburg und gehört zur Gemeinde Uttendorf im Bezirk Zell am See.

## Geographie
Die Gehöft liegt etwa 4½ Kilometer südlich des Gemeindehauptorts, in der ersten größeren Talweitung des Stubachtals auf etwa 875 m ü. A.
Die L 264 Stubachtalstraße führt vorbei, an der Straße liegt das Wirtshaus Wiesen, und etwas südlich die Bodenasten, und die Einmündung des Guggenbachs aus dem Tal mit dem Karsee, sowie an Südende des Kessels Almhof.
Westlich – rechts im Tal – erhebt sich die Lärchwand (2388 m ü. A., zählt schon zur Glocknergruppe) mit dem Grat über Scheidegg (2214 m ü. A.) und Flachbichl (2050 m ü. A.), östlich der Zwölferkogel (2446 m ü. A., Granatspitzgruppe) mit dem Vorgipfel des Brandeck (2214 m ü. A.), und südlich der Brustingerkogel (2302 m ü. A., Gratgipfel des Brettlkopf).

Gegen Lärchwand hin liegen oberhalb Bachhäuslalm, Bergeralm, Bacheralmen (Grundalm, Hochalm), und Wallersbachalmen (Grundalm, Hochalm verf.), auf der anderen Talseite Brandalm, und den Guggenbach hinein (mit Materialseilbahn) Hoferalm und Harlandalm (jeweils Grundalm, Hochalm) und die Wiedrechtshauser Alm.
Nachbarorte
|  | Scheitern                                   |
|  | Kompassrose, die auf Nachbargemeinden zeigt |
|  | Schneiderau                                 |

## Geschichte
Der Wiedrechtshauser ist der älteste der Uttendorfer Höfe und besteht schon seit 1333. Er gehörte im Mittelalter dem Stift Millstatt.

Er hatte so umfangreiche Gründe und war so reich, dass er im 19. Jahrhundert zusammen mit dem Fellern und dem Enzinger „die Pinzgauer drei Könige“ genannt wurde. Karl von Sonklar berichtet 1867, von einer Bergtour, vom „Wiedrechtshausener Bauernhofe […], der mit seinen Wirtschaftsgebäuden wie ein kleines Dorf aussah“, und dass er „über 35 Knechte gebot, über ein halbes Dutzend Mägde, über 200 Kühe und 2000 Schafe in runder Zahl.“
Um 1870 wird noch die alte Pinzgauer Familie Deutinger als ansässig genannt.
Heute ist das Anwesen Eigentum der Familie Renn, die dort einen Biobauernhof und ein Kleinkraftwerk betreibt.

## Sehenswürdigkeiten und Natur
Beim Wiedrechtshausener Anwesen steht eine barocke Kapelle. Sie ist nach dem Abbild der Gnadenkapelle von Altötting achteckig erbaut und wurde 1722 vom Bauern Adam Deutinger und Barbara Enzinger gestiftet und erbaut.
Als weitere Besonderheit findet sich eine Sonnenuhr, die auf 1530 datiert wird. Sie ist auf Holz gemalt und zeigt Uttendorfer Sonnenzeit, wie auch die Ortszeiten von Madrid, Paris, London, Wien, Konstantinopel (Byzanz) und Jerusalem.
Von der Bauform ist das Gut – wie auch Fellner und Enzinger – ein Gruppenhof, diese drei Urhöfe setzen sich damit vom sonst hierorts üblichen Pinzgauer Paarhof deutlich ab.
Wenige Kilometer südwärts, nach Schneiderau, beginnt der Nationalpark Hohe Tauern.